# Karl von Rex

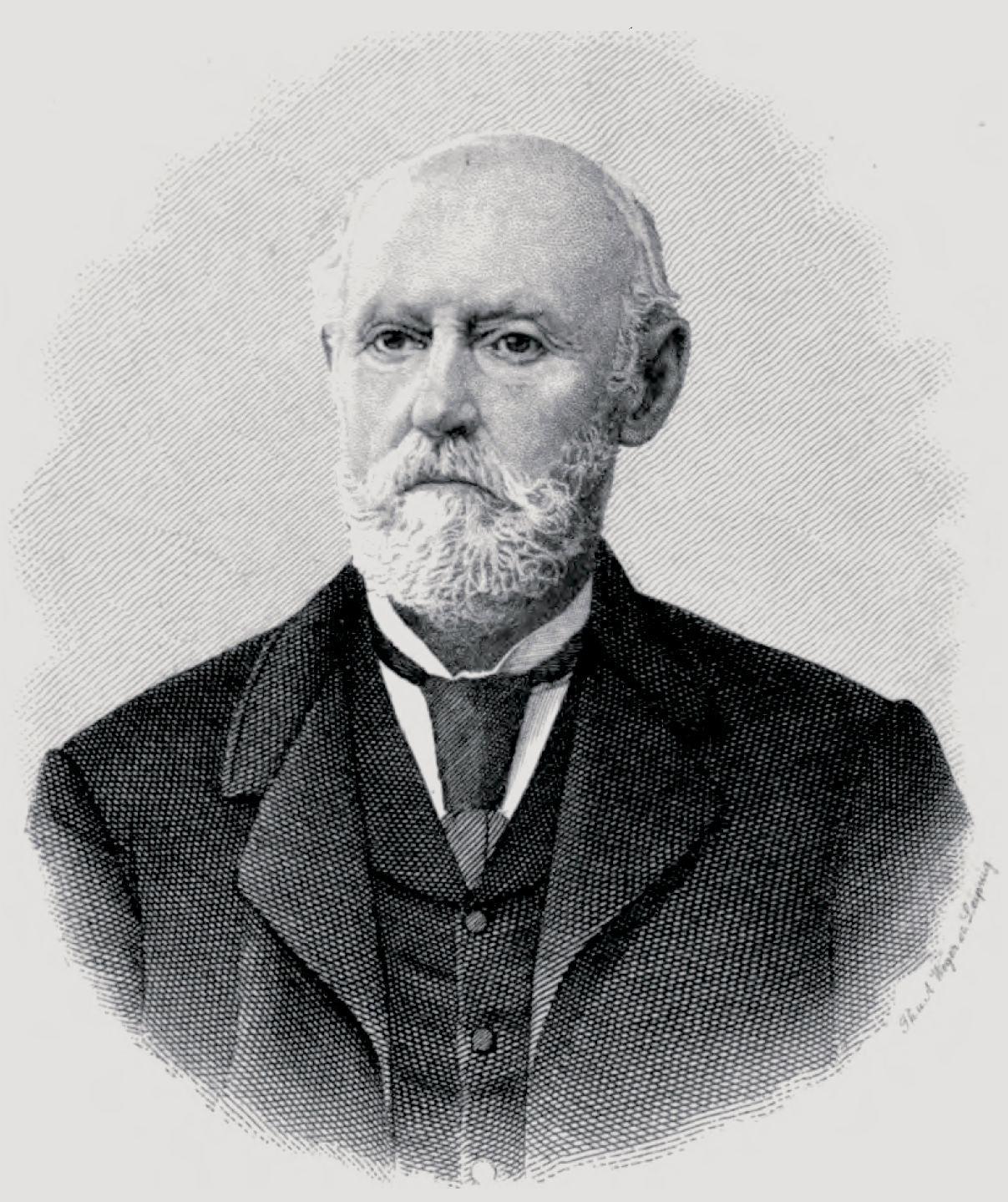
Karl Graf von Rex, sächsischer Kammerherr und Major a. D., Domherr zu Meißen (1905)

Graf Karl Caspar von Rex, auch Carl von Rex, (* 23. April 1825 in Dresden; † 21. Oktober 1905 ebenda) war ein deutscher Politiker, Mitglied der ersten Kammer der Ständeversammlung des Königreiches Sachsen, Domherr zu Meißen und Propst von Bautzen, königlich-sächsischer Kammerherr, Major von der Artillerie und Rittergutsbesitzer.

## Leben und Wirken
Rex stammte aus dem obersächsisch-thüringischen Adelsgeschlecht der Herren von Rex und war der Sohn von Karl Alexander Graf von Rex (1780–1849) und der Therese Clementine Gräfin von Nostitz und Jänkendorf (1789–1870). Sein Wappen zeigt in Gold zwischen drei aus einem grünen Dreiberg wachsenden geästeten grünen Stämmen zwei rote Rosen mit goldenen Butzen. Auf dem Helm mit rot-goldenen Helmdecken das Schildbild. Darüber drei Helme. Auf dem rechten Helm mit rot-silbernen Helmdecken der wachsende linkssehende gekrönte, goldbewehrt und goldbezungte polnische Adler, in der Mitte der Stammhelm, auf dem linken Helm mit rot-silbernen Helmdecken ein wachsender goldgekrönter und goldbezungter roter Leopard. Als Schildhalter zwei goldbewehrt und goldbezungte rote Leoparden.
1869 wurde er Mitglied des Königlich Sächsischen Vereins zur Erforschung und Erhaltung vaterländischer Geschichtsdenkmäler.
Er besaß das Rittergut Oberörtmannsdorf bei Marklissa in Schlesien und das Rittergut Zedtlitz im Königreich Sachsen und wurde 1873 durch königliche Ernennung als Rittergutsbesitzer der Ersten Kammer zugeordnet, in der er dauerhaft bis zum Beginn des 20. Jahrhunderts einen Sitz hatte. Karl Graf von Rex wurde am 29. Dezember 1904 unter der Nummer 158 in das königlich-sächsische Adelsbuch eingetragen.

## Familie
Am 29. Oktober 1856 heiratete er in Zedtlitz die Hermsdorfer Gutsbesitzerin Margarete von Metzradt (* 23. Oktober 1836; † 9. Januar 1931), Tochter des Rudolf von Metzradt-Hermsdorf und der Amalie Marie von Nostitz und Jänkendorf-Oppach. Margarete Gräfin Rex war Ehrendame des adeligen Damenstifts Joachimstein. Das Ehepaar hatte die Söhne Rudolph Carl Kaspar von Rex (* 1858; † 1916), der sächsischer Kammerherr, Wirklicher Geheimer Rat wurde und Schloss Zedtlitz erbte, und Victor (* 1865; † 1947), welcher im Minorat Ob.-Örtmannsdorf sowie Hermsdorf von der Mutter übernahm. Er war ebenfalls Kammerherr, Rittmeister a. D., Ober-Hofjägermeister und Landesältester im Kreis Lauban. Beide Söhne gründeten Familien mit Nachfahren bis heute.